# Kompleks skoczni narciarskich w Gilowicach
Kompleks skoczni narciarskich w Gilowicach składający się z dwóch obiektów, K-19 oraz K-14,5. Jego otwarcie miało miejsce 30 września 2006. W 2017 kompleks został zamknięty ze względów bezpieczeństwa. W 2021 roku miała miejsce modernizacja obiektu, profil skoczni uległ zmianie oraz igelit został wymieniony na nowy.
Dane skoczni:
Skocznia HS-24:
- Punkt konstrukcyjny – K20
- Rozmiar skoczni (HS) – 24 m
- Rekordzista – 24,5 m  Krzysztof Biegun (2 maja 2007)
- Rekord żeński – 22 m  Joanna Gawron (2 maja 2007)
- igelit – jest

Skocznia HS-19:
- Punkt konstrukcyjny – K14
- Rozmiar skoczni (HS) – 19 m
- Rekordzista – 16,5 m  Maciej Staszewski (4 lipca 2015)
- igelit – jest